# Parochialkirche

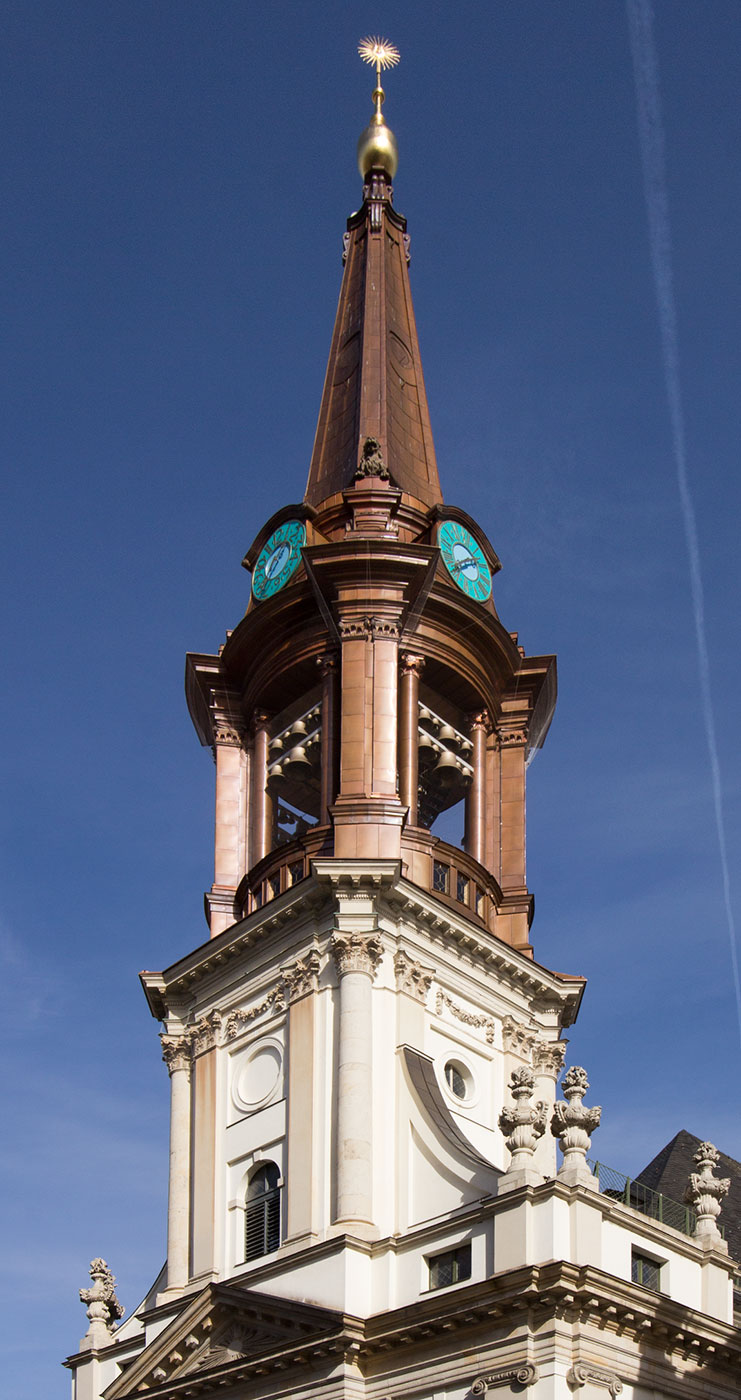
Torre de la iglesia parroquial con carillón, 2017

La Parochialkirche (iglesia parroquial reformada) es una iglesia reformada situada en el barrio de Klosterviertel, en el distrito de Mitte de Berlín. La iglesia, declarada monumento histórico, fue construida entre 1695 y 1703. Es la iglesia protestante más antigua de la ciudad. En la actualidad, la iglesia es utilizada por la congregación de Santa María y San Pedro, y el proceso de fusión de las parroquias del centro histórico de la ciudad concluyó el 23 de septiembre de 2005. La congregación forma parte de la Iglesia Evangélica Berlín-Brandeburgo-Silesia Alta Lusacia, un organismo eclesiástico regional protestante que comprende congregaciones luteranas, reformadas y unidas.

## Nombre
Cuando, en 1613, la familia del príncipe elector de Brandeburgo, los Hohenzollern de Berlín, se pasó del luteranismo al calvinismo (en alemán normalmente: Reformed Church; en inglés: Presbyterian Church. Presbyterian Church), todas las iglesias parroquiales de Berlín, que entonces estaban bajo el patrocinio y la advocación del ayuntamiento luterano, siguieron siendo luteranas. Así, solo la Colegiata y el Palacio de Cölln, la iglesia de la corte, se consagró como lugar de culto reformado.
Sin embargo, debido sobre todo a la inmigración, creció el número de berlineses de habla alemana de confesión reformada que no trabajaban en la corte ni pertenecían a ella, por lo que se hizo necesaria una iglesia parroquial separada para ellos, a diferencia de la Iglesia Reformada de Palacio. La Parochialkirche fue la primera y luego única iglesia reformada para los feligreses reformados de habla corriente de Berlín, de ahí su nombre indiferenciado. Como iglesia reformada, la Parochialkirche no está dedicada ni consagrada a ningún santo patrón. La iglesia se erigió en la calle Klosterstraße, en la esquina con Freier Fahrweg (rebautizada Parochialstraße en 1862), ya que los terrenos a lo largo de dicha calle formaban entonces un distrito de inmunidad príncipe-electoral (kurfürstliche Freiheit), no sometido a la legislación del ayuntamiento luterano, con el fin de eludir la objeción del ayuntamiento contra su construcción.

## Historia

### 1944 hasta el presente
El bombardeo del 24 de mayo de 1944 destruyó por completo la torre y el interior de la iglesia. En 1946 se construyó un suelo provisional desde el porche hasta el interior de la iglesia, que no se pudo asegurar estructuralmente hasta 1950-1951. Fritz Kühn hizo una cruz con chatarra encontrada en las ruinas, que se colgó en el santuario en 1961. El último servicio religioso se celebró en el edificio el 20 de agosto de 1961 y, durante el resto de la era de Berlín Este, se utilizó para exposiciones y conciertos, y después (a partir de 1970) como almacén de muebles. En 1988 se construyó un nuevo tejado. A partir de 1991, el edificio se restauró gradualmente. Las obras del pórtico y la torre se aplazaron en 2001 y las de la nave en 2004.
En verano de 2016, la cúpula del campanario con el sol dorado fue restaurada después de 72 años y, desde el 23 de octubre de 2016, el carillón con 52 campanas suena desde la torre de 65 m de la Parochialkirche.

## Cementerio
El cementerio de la iglesia es uno de los más antiguos que se conservan en Berlín e incluye la tumba del teólogo reformado Daniel Ernst Jablonski.

## Galería
|                            |
| La Parochialkirche en 1896 |

|                             |
| Ruinas de la iglesia (1947) |

|                                       |
| Sello conmemorativo de Berlín de 1962 |

|                            |
| La Parochialkirche en 2006 |

|                                                |
| La cruz de hierro en el interior de la iglesia |

|                                                                               |
| Reconstrucción de la parte superior de la torre, a finales de octubre de 2016 |

|                       |
| Cementerio parroquial |